# Günter Stein (Ingenieur)

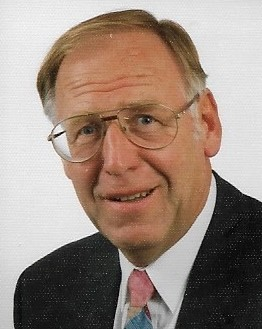
Günter Stein (2018)

Günter Stein (* 15. März 1938 in Leipzig; † 3. Januar 2025) war ein deutscher Ingenieur und Professor für Regelungstechnik.

## Leben
Günter Stein wurde 1938 in Leipzig geboren, wuchs dort auf und besuchte hier auch die allgemeinbildenden Schulen.
Nach dem Abitur 1956 an der Richard-Wagner-Oberschule in Leipzig studierte er an der Technischen Universität Dresden den Studiengang Elektrotechnik in der Fachrichtung Schwachstromtechnik. Als Spezialisierungsrichtung wählte er Regelungstechnik mit Vorlesungen und Übungen am ersten Institut für Regelungstechnik mit diesem Namen im deutschen Sprachraum (Direktor: Heinrich Kindler). Weitere akademische Lehrer, die auch sein Interesse an wissenschaftlicher Arbeit und an Lehrtätigkeit weckten, waren Klaus Lunze, Georg Mierdel und Rudolf Lappe. 1962 hat Stein den akademischen Grad Diplom-Ingenieur (Dipl.-Ing.) erworben.
Danach war Stein reichlich vier Jahre als Entwicklungsingenieur tätig im Elektronikbetrieb Intron Leipzig (Industrial electronics; hieraus ist viele Jahre danach das Unternehmen LAMTEC Leipzig hervorgegangen). Intron wurde zum Betriebsteil Leipzig der Geräte- und Regler-Werke Teltow (GRW). Stein wechselte dann an die damalige Ingenieurschule für Automatisierungstechnik in Leipzig, die nach einigen Struktur- und Namensänderungen zu einer der Säulen der Ingenieurhochschule Leipzig und 1977 der Technischen Hochschule Leipzig (THL) wurde; er war hier in der Sektion Automatisierungsanlagen tätig (Direktor: Werner Richter) und gehörte zum Wissenschaftsbereich Regelungstechnik (Leiter: Herbert Ehrlich).
Stein promovierte 1975 zum Doktor-Ingenieur (Dr.-Ing.) bei Karl Reinisch an der TH Ilmenau über Probleme der Reglereinstellung bei Zweigrößenregelungen. 1984 habilitierte er sich an der TH Leipzig mit einer Arbeit über gleitzustandsähnliche Arbeitsregimes (sliding modes) in Regelungen mit veränderlicher Struktur.
1982 wurde er zum außerordentlichen Hochschuldozenten (entsprach C3-Professor) für das Fachgebiet Regelungstechnik an der damaligen TH Leipzig berufen.
In Verbindung mit seiner Forschung und Lehre pflegte Stein auch internationale Kontakte, so weilte er zu Studienzwecken in Pensa (Russland) und am Moskauer Institut für Stahle und Schmelzen (MISIS). Mehrmals war er Gast an der Technischen Universität Sofia in Bulgarien und am Kiewer Polytechnischen Institut (Technische Universität Kiew).
Nach der Wiedervereinigung Deutschlands veröffentlichte er Ergebnisse seiner wissenschaftlichen Arbeiten auf internationalen Tagungen, u. a. in Swansea (UK), Interlaken (CH) und Tokyo (J). Er baute insbesondere Kontakte zum Automatisierungsunternehmen Festo auf, sowohl nach Esslingen als auch zu Festo-USA in New York mit dem damaligen Präsidenten Horst Saalbach.
Aus der THL entstand nach der Wiedervereinigung im Jahre 1992 die Hochschule für Technik, Wirtschaft und Kultur Leipzig (HTWK). Stein unterstützte aktiv die Aufbauarbeit von Gründungsrektor Klaus Steinbock und zählte zu dessen engen Vertrauten. Im Zuge der Gründung der HTWK wurde Stein 1992 auf die Gründungsprofessur Regelungstechnik berufen. In dieser Eigenschaft und als Mitglied mehrerer akademischer Gremien und Berufungskommissionen sowie als Dekan der Fakultät Elektrotechnik und Informationstechnik (1996 bis 2001) setzte er sich engagiert für die Neustrukturierung der Fakultät ein. In seiner Zeit als Dekan erfolgte auch die Einführung von Bachelor- und Masterstudiengängen.
Seine weiteren Forschungsarbeiten richtete er auf nichtlineare Probleme, Fuzzy-Regelungen und chaotische Vorgänge, auf die Anwendung von digitaler Simulation sowie auf Methoden des computergestützten Lernens.
Zwei der von ihm wissenschaftlich mitbetreuten Doktoranden wurden zu Professoren berufen – Hendrik Richter an der HTWK Leipzig und Ines Rennert an der Hochschule für Telekommunikation Leipzig.
Stein leitete von 1980 bis 1990 als Stellvertreter und Elektronikexperte gemeinsam mit Siegfried Altmann den KDT-Bezirksausschuss Elektrotechnik/Elektronik Leipzig. Außerdem war er bei der Begriffsnormung auf seinem Fachgebiet aktiv. In den 1970er Jahren arbeitete er an der TGL 14591 Steuerungs- und Regelungstechnik, Begriffe, Benennungen mit. Ab 1993 gehörte er dem Bearbeitergremium des Kapitel 351 Control Technology/Leittechnik des IEV (International Electrotechnical Vocabulary/Internationales Elektrotechnisches Wörterbuch) an und war über viele Jahre dessen Stellvertretender Obmann. Dieser Ausschuss gehört als UK 921.1 „Begriffe der Leittechnik“ zur DKE in DIN und VDE. Mitarbeiter waren u. a. die Professoren Heinrich Rake (Aachen), Wolfgang Krämer (Rosenheim), Leon Urbas (Dresden),, Helmut Alt (RWE und Aachen) Gerhard Fischerauer (Bayreuth), Christian Diedrich (Magdeburg), Ulrich Epple (Aachen).

## Veröffentlichungen (Auswahl)
- Einfahren von Regelungen, Berechnung von Reglereinstellwerten. In: Volkmar Pfeiler (Hrsg.): Taschenbuch Automatisierungs- und Elektroenergieanlagen (Kapitel 3.4.1 und 3.4.2). Verlag Technik, Berlin, 4. Auflage 1987.
- Prozessstabilisierung. In: Dietrich Balzer und Jürgen Hesse (Hrsg.): Wissensspeicher Prozessrechentechnik (Kapitel 9). Fachbuchverlag, Leipzig, 1989.
- Günter Stein et al.: Automatisierungstechnik in der Maschinentechnik. Messen – Steuern – Regeln – Stellen. Carl Hanser Verlag, München; Wien 1993, ISBN 3-446-15579-1.
- Günter Stein et al.: Regelungstechnik mit CADCS. In der Reihe !SWITCH ON mit Lehrmaterial und einem einfachen Entwurfsverfahren auf CD-ROM. Fachbuchverlag im Carl Hanser Verlag, Leipzig/München 1998, ISBN 3-446-19169-0.
- Hendrik Richter, Günter Stein: On Taylor series expansion for chaotic nonlinear systems. Chaos, Solitons & Fractals 13 (2002), 1783-1789. pdf